# Macrocyclops oithonoides
Macrocyclops oithonoides – gatunek widłonoga z rodziny Cyclopidae. Nazwa naukowa tych skorupiaków została opublikowana w 1957 roku przez duńskiego zoologa Ulrika Røena.